# Carril para vehículos de alta ocupación

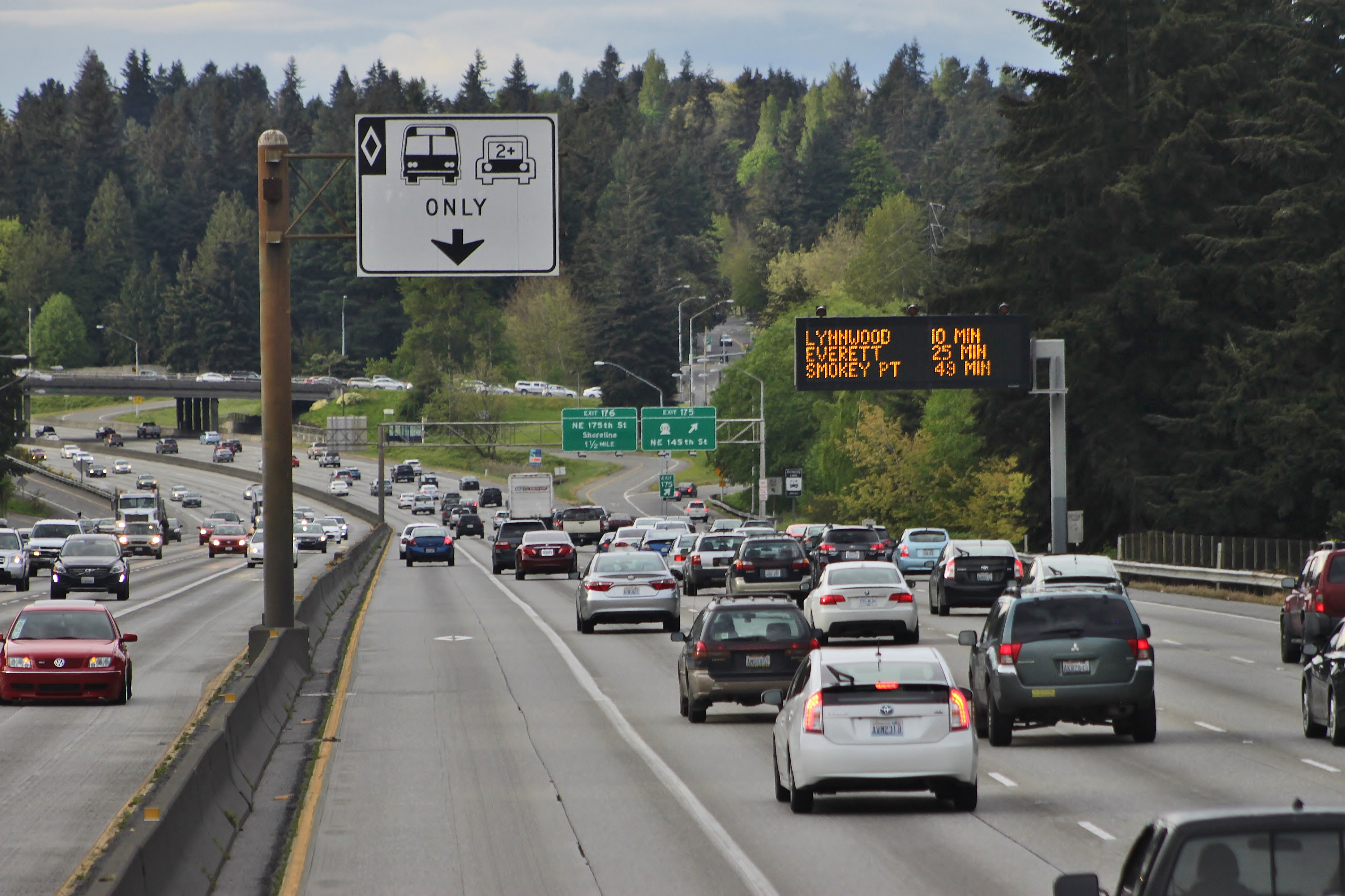
Un carril para vehículos de alta ocupación en la Interestatal 5 en Seattle.

Un carril para vehículos de alta ocupación (también conocido como carril VAO o carril HOV, por sus siglas del inglés high-occupancy vehicle lane) es un carril de tráfico restringido reservado para el uso exclusivo de vehículos con un conductor y al menos un pasajero, incluyendo los vehículos compartidos, vans compartidas y autobuses de tránsito. Estas restricciones pueden aplicarse solo durante las horas punta de tráfico o pueden ser aplicadas en todo momento. Existen diferentes tipos de carriles: carriles temporales o permanentes con barreras de concreto, carriles bidireccionales o reversibles, y carriles exclusivos, concurrentes o contraflujo que funcionan durante los períodos punta.
El nivel mínimo de ocupación normal es de dos o tres ocupantes. Muchas jurisdicciones eximen a otros vehículos, incluyendo motocicletas, autobuses chárter, vehículos de emergencia y de la ley, vehículos de bajas emisiones y otros vehículos ecológicos, y/o vehículos de ocupación individual que pagan un peaje. Los carriles HOV normalmente se implementan para aumentar la ocupación promedio de los vehículos y las personas que viajan con el objetivo de reducir la congestión del tráfico y la contaminación del aire.

## Historia

### Estados Unidos

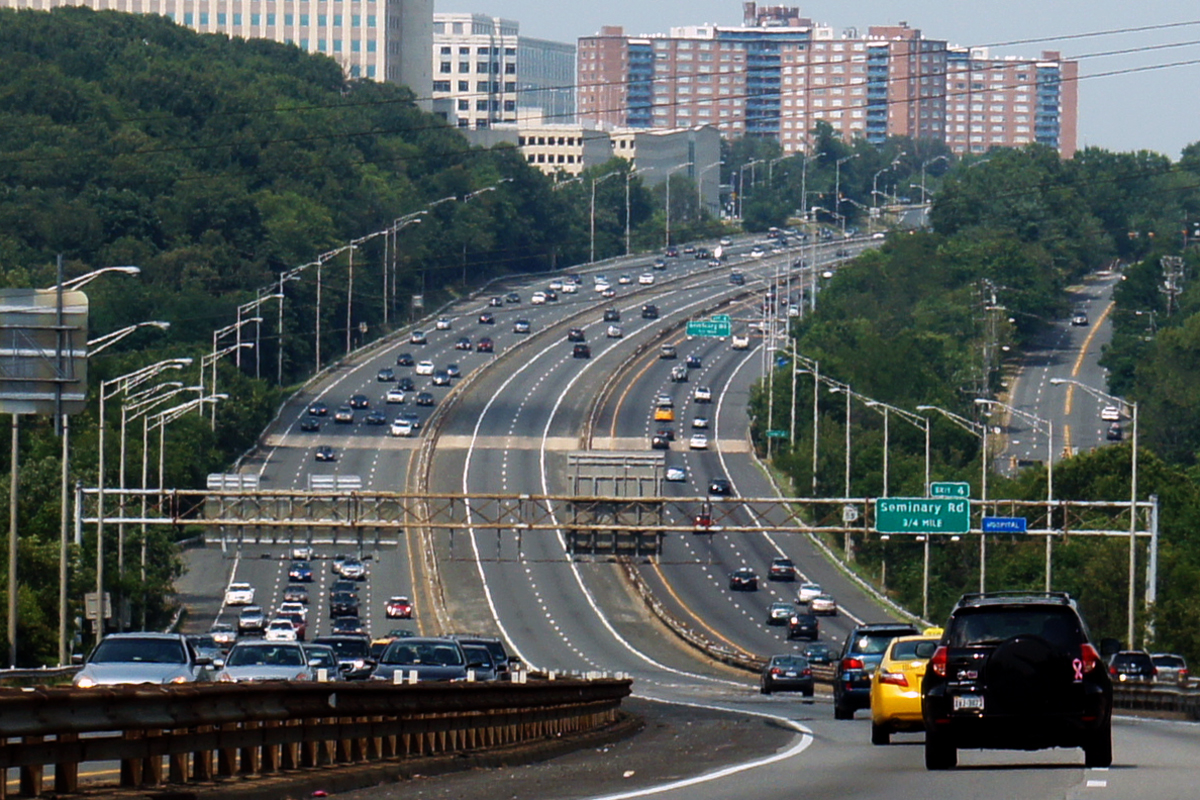
El primer carril HOV en una autopista, que se abrió en 1969, estuvo en la Shirley Highway en el norte de Virginia; a partir de 2012, la instalación HOV I-95/I-395 opera como una instalación reversible HOV 3+ de dos carriles separados por barreras (carriles centrales) con acceso a través de rampas elevadas de entrada y salida.

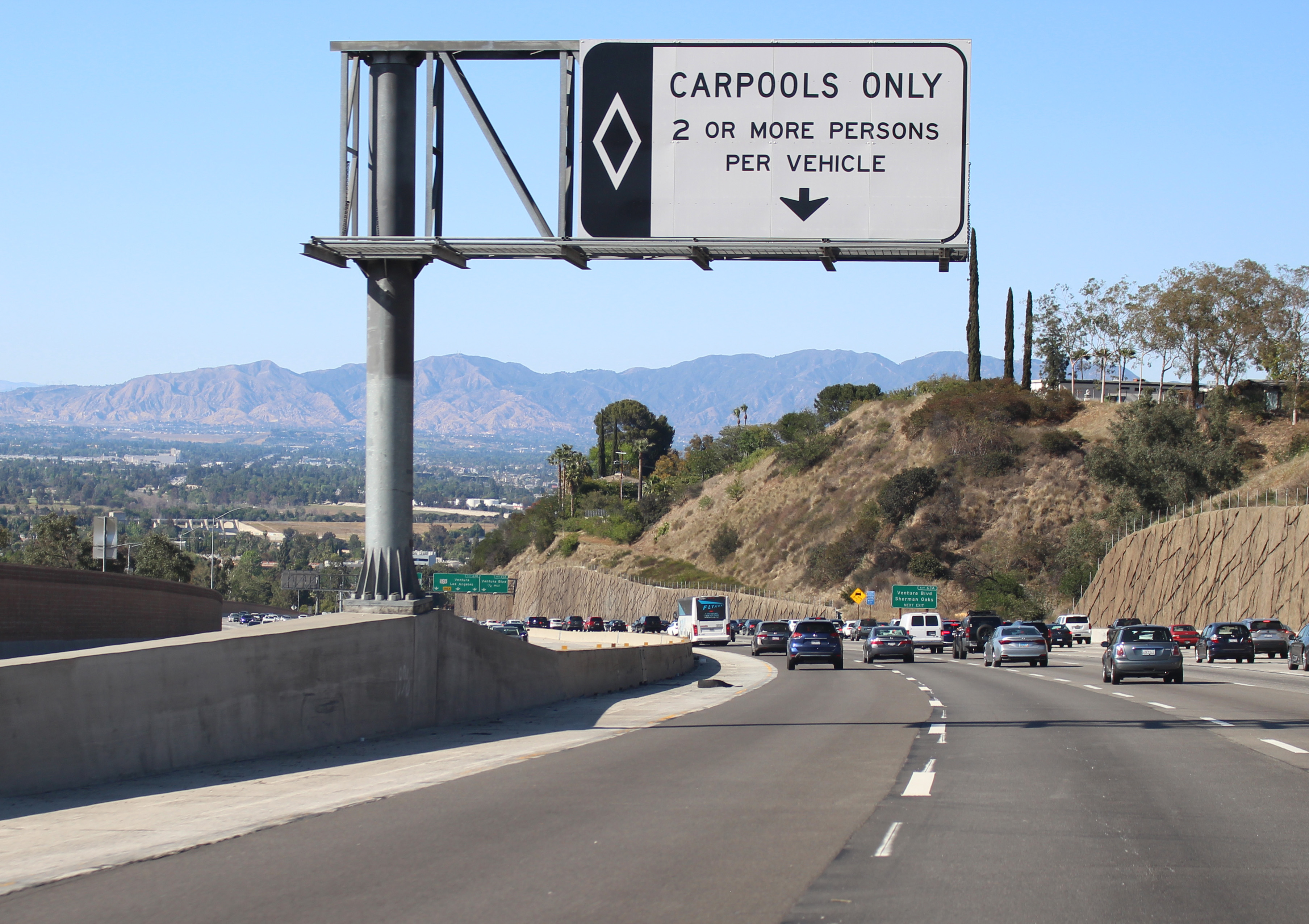
Durante 50 años, desde 1970 hasta 2020, el Departamento de Transporte de California prefirió utilizar el término carpool (compartir coche), como se ve en la I-405 en Los Ángeles, en lugar de «HOV».

La introducción de carriles HOV en los Estados Unidos avanzó lentamente durante las décadas de 1970 y principios de 1980. El mayor crecimiento ocurrió desde mediados de la década de 1980 hasta finales de la de 1990. El primer carril HOV en una autopista de los Estados Unidos se implementó en la Henry G. Shirley Memorial Highway en el norte de Virginia, entre Washington D. C., y el Capital Beltway, y se inauguró en 1969 como un carril exclusivo para autobuses. El carril exclusivo para autobuses se abrió en diciembre de 1973 para los vehículos compartidos con cuatro o más ocupantes, convirtiéndose en el primer caso en el que los autobuses y los vehículos compartidos compartían oficialmente un carril HOV durante una distancia considerable.
En 2005, los dos carriles de esta instalación HOV 3+ transportaron durante la hora punta de la mañana (de 6:30 a. m. a 9:30 a. m.) un total de 31,700 personas en 8,600 vehículos (3.7 personas por vehículo), mientras que los tres o cuatro carriles de uso general transportaron 23,500 personas en 21,300 vehículos (1.1 personas por vehículo). El tiempo promedio de viaje en la instalación HOV fue de 29 minutos y de 64 minutos en los carriles de tráfico general. A partir de 2012, la instalación HOV I-95/I-395 tiene una longitud de 30 mi (48,3 km), se extiende desde Washington D. C., hasta Dumfries, Virginia, y cuenta con dos carriles reversibles separados de los carriles regulares por barreras, con acceso a través de rampas elevadas de entrada y salida. Se requiere que tres o más personas en un vehículo (HOV 3+) utilicen la instalación durante las horas punta en días laborables.
La segunda instalación HOV en una autopista, que se inauguró en 1970, fue el carril en contraflujo para autobuses en el acceso y la hélice del túnel Lincoln en el condado de Hudson, Nueva Jersey. Según la Administración Federal de Carreteras (FHWA, por sus siglas en inglés Federal Highway Administration), el carril XBL del túnel Lincoln es la instalación HOV del país con el mayor número de personas en la hora punta entre las instalaciones HOV con datos de utilización disponibles, con 23,500 personas en la hora punta de la mañana y 62,000 pasajeros durante el período de cuatro horas de la mañana.
La primera instalación HOV permanente en California fue el carril de bypass en la plaza de peaje del puente de la bahía de San Francisco–Oakland, que se abrió al público en abril de 1970. El carril para autobuses El Monte (I-10 / San Bernardino Freeway) en Los Ángeles estuvo inicialmente disponible solo para autobuses cuando se inauguró en 1973. Se permitió que los vehículos compartidos con tres personas usaran el carril de autobuses durante tres meses en 1974 debido a una huelga de conductores de autobuses, y luego de forma permanente como un HOV 3+ a partir de 1976. Es una de las instalaciones HOV más eficientes de América del Norte y se convirtió en un carril de peaje para vehículos de alta ocupación en 2013 para permitir que los vehículos de baja ocupación pujen por la capacidad excedente del carril en el proyecto Metro ExpressLanes.
A partir de la década de 1970, la Administración de Transporte Masivo Urbano reconoció las ventajas de los carriles exclusivos para autobuses y fomentó su financiamiento. En los años setenta, la Administración Federal de Carreteras (FHWA) comenzó a permitir que las agencias estatales de carreteras gastaran fondos federales en carriles HOV. Como resultado del embargo de petróleo árabe de 1973, aumentó el interés en compartir vehículos, y los estados comenzaron a experimentar con carriles HOV. Para reducir el consumo de crudo, la Ley de Conservación de Energía en Carreteras de Emergencia de 1974 estableció límites de velocidad máximos de 55 mph (89 km/h) en las carreteras públicas y marcó la primera vez que el gobierno federal de EE. UU. financió el uso compartido de vehículos y permitió a los estados gastar sus fondos de carreteras en proyectos de demostración de vehículos compartidos. La Ley de Asistencia de Transporte Superficial de 1978 hizo que el financiamiento para las iniciativas de uso compartido de vehículos fuera permanente.
También durante principios de la década de 1970, se recomendó por primera vez el uso compartido de vehículos como herramienta para mitigar los problemas de calidad del aire. Las enmiendas a la Ley de Aire Limpio de 1970 establecieron los Estándares Nacionales de Calidad del Aire Ambiente y otorgaron a la Agencia de Protección Ambiental (EPA) una autoridad sustancial para regular el cumplimiento de la calidad del aire. En 1973 se emitió un plan de control final para la cuenca de Los Ángeles, y una de sus principales disposiciones fue una conversión en dos fases de 184 millas (296 km) de carriles de autopistas y carreteras arteriales a carriles para autobuses/carpooling y el desarrollo de un sistema regional computarizado para emparejar vehículos compartidos. Sin embargo, no fue hasta 1985 que se construyó un proyecto HOV en el condado de Los Ángeles, y para 1993 solo había 58 millas (93 km) de carriles HOV en todo el condado.
En octubre de 1990, se produjo un cambio significativo en las políticas cuando un memorándum del administrador de la FHWA declaró que «la FHWA apoya firmemente el objetivo de las instalaciones preferenciales para vehículos de alta ocupación (HOV) y fomenta la aplicación adecuada de la tecnología HOV». Se instruyó a los administradores regionales a promover los carriles HOV y las instalaciones relacionadas.[1] Asimismo, a principios de la década de 1990, dos leyes reforzaron el compromiso de los Estados Unidos con la construcción de carriles HOV. Las Enmiendas a la Ley de Aire Limpio de 1990 incluyeron los carriles HOV como una de las medidas de control de transporte que podrían incorporarse en los planes estatales de implementación para cumplir con los estándares federales de calidad del aire. Las enmiendas de 1990 también impidieron al administrador de la EPA bloquear la financiación de la FHWA para carriles HOV de 24 horas como parte de las sanciones por el incumplimiento de un estado con la Ley de Aire Limpio, siempre que el secretario de transporte deseara aprobar los fondos de la FHWA.
Por otro lado, la Ley de Eficiencia del Transporte Superficial Intermodal (ISTEA) de 1991 fomentó la construcción de carriles HOV, que fueron elegibles para los fondos de Mitigación de la Congestión y Calidad del Aire (CMAQ) en regiones que no cumplían con los estándares federales de calidad del aire. Los fondos CMAQ podrían destinarse a la construcción de nuevos carriles HOV, incluso si la designación HOV solo aplicaba en horas pico o en la dirección pico. ISTEA también dispuso que, bajo el Programa de Mantenimiento Interestatal, solo los proyectos HOV recibirían la proporción de financiación federal del 90 % anteriormente disponible para la adición de carriles de propósito general. Además, ISTEA permitió que las autoridades estatales definieran un vehículo de alta ocupación como aquel con un mínimo de dos ocupantes (HOV 2+).
En 2009, California era el estado con más instalaciones HOV en el país, con 88, seguido por Minnesota con 83 instalaciones, Washington con 41, Texas con 35 y Virginia con 21. Para 2006, los carriles HOV en California operaban a dos tercios de su capacidad, y estas instalaciones HOV transportaban, en promedio, a 2,518 personas por hora durante las horas pico, significativamente más personas que los carriles de tráfico general congestionados.

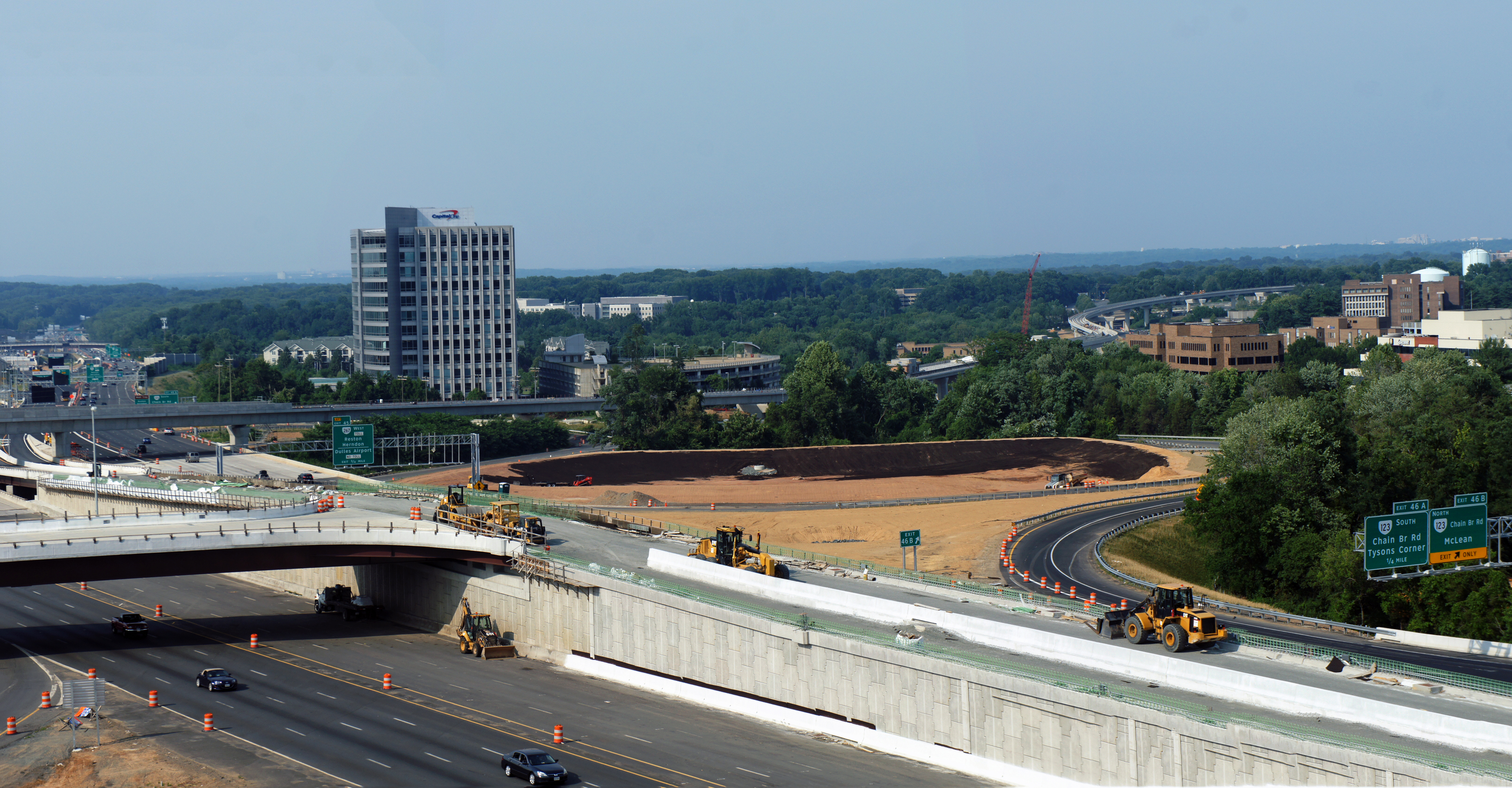
La I-495 Capital Beltway en el área metropolitana de Washington, D.C. La instalación está ubicada en la mediana, tiene dos carriles HOV en cada dirección con acceso mediante rampas elevadas de entrada/salida, sumando un total de 224.0 mi de carriles HOV.

En octubre de 2016, la instalación HOV continua más larga de EE. UU. estaba en la I-15 en Utah, extendiéndose aproximadamente 72 mi (115,9 km) desde Layton hasta Spanish Fork, con un solo carril HOV en cada dirección, para un total de 144 mi (231,7 km) de carriles HOV. Aunque la instalación de Utah es la más larga, la I-495 Capital Beltway en el área metropolitana de Washington D. C., se extiende 56 mi (90,1 km) pero tiene dos carriles HOV en cada dirección, sumando un total de 224 mi (360,5 km) de carriles HOV.
El 24 de octubre de 2023, Michigan inauguró sus primeros carriles para vehículos de alta ocupación (HOV) en un tramo de la I-75 en el condado de Oakland, desde South Boulevard en el municipio de Bloomfield hasta 12 Mile Road en Madison Heights, como parte de un proyecto de modernización de la autopista. Un carril en ambas direcciones está restringido para uso HOV de 6 a. m. a 9 a. m. y de 3 p. m. a 6 p. m. de lunes a viernes, mientras que todos los demás conductores, independientemente del número de ocupantes en su vehículo, pueden usar los carriles fuera de esos horarios. 

### Canadá

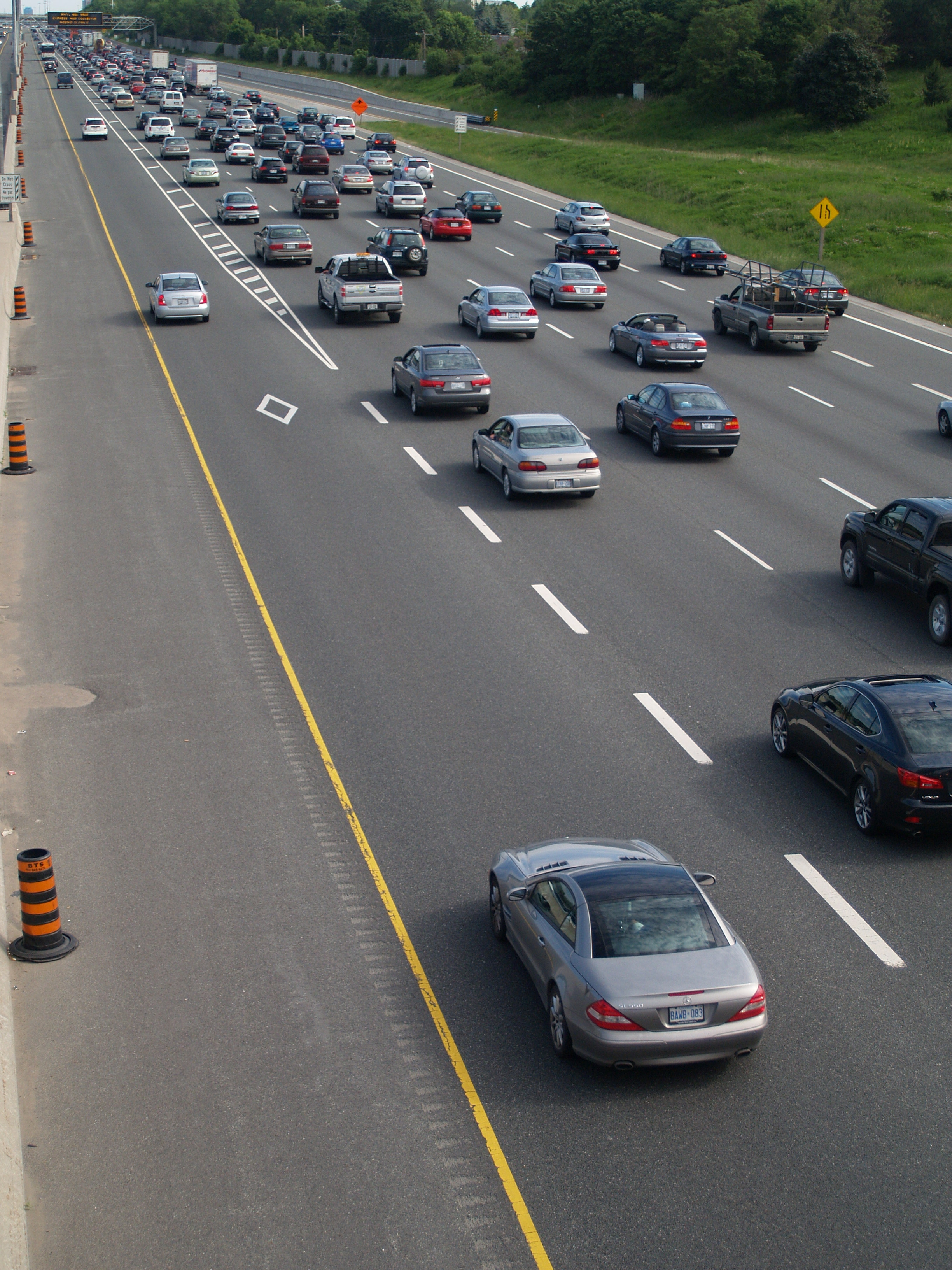
Los carriles HOV en la autopista 404 de Ontario, en el sur de Ontario, están separados por una zona de amortiguación rayada que se interrumpe ocasionalmente para permitir que los vehículos entren y salgan del carril HOV.

Las primeras instalaciones HOV en Canadá se inauguraron en Gran Vancouver y Toronto a principios de la década de 1990, seguidas poco después por instalaciones en Ottawa, Gatineau, Montreal y, más tarde, Calgary. En 2010 había aproximadamente 150 km (93,2 mi) de carriles HOV en autopistas en 11 ubicaciones de Columbia Británica, Ontario y Quebec, y más de 130 km (80,8 mi) de carriles HOV en vías arteriales en 24 ubicaciones en Greater Vancouver, Calgary, Toronto, Ottawa y Gatineau.
El Ministerio de Transporte de Ontario (MTO) estimó en 2006 que los viajeros en Toronto que utilizaban las instalaciones HOV en las autopistas 403 y 404 ahorraban entre 14 y 17 minutos por viaje en comparación con su tiempo de viaje antes de la apertura de los carriles HOV. El MTO también estimó que casi el 40 % de los viajeros compartían vehículo en la autopista 403 en dirección este durante la hora pico de la mañana, en comparación con el 14 % en 2003, y que el 37 % de los viajeros compartían vehículo en la misma autopista en dirección oeste durante la hora pico de la tarde, en comparación con el 22 % en 2003. La velocidad promedio en horas pico en los carriles HOV es de 100 km/h (62 mph), en comparación con 60 km/h (37 mph) en los carriles de tráfico general de la autopista 403. Se añadieron carriles HOV temporales a tramos seleccionados de las autopistas de la serie 400 en el Área metropolitana de Toronto para los Juegos Panamericanos y Parapanamericanos de 2015.

### Europa

Señal de tráfico en España que indica un carril reservado para vehículos con alta ocupación (VAO).

En 2012, había pocos carriles HOV en operación en Europa. La principal razón es que, en general, las ciudades europeas cuentan con mejores servicios de transporte público y menos autopistas urbanas de alta capacidad y varios carriles que Estados Unidos y Canadá. Sin embargo, con alrededor de 1,3 personas por vehículo, la ocupación promedio de los automóviles es relativamente baja en la mayoría de las ciudades europeas. La prioridad en Europa ha sido proporcionar carriles para autobuses y medidas prioritarias para autobuses en las calles.
El primer carril HOV en Europa se abrió en los Países Bajos en octubre de 1993 y estuvo en funcionamiento hasta agosto de 1994. Esta instalación era un carril HOV 3+ de 7 km (4,3 mi) separado por barreras en la A1 cerca de Ámsterdam. La instalación no atrajo suficientes usuarios para superar las críticas públicas y se convirtió en un carril reversible abierto al tráfico general después de que un juez en un caso legal dictaminara que la ley de tráfico neerlandesa carecía del concepto de «coche compartido» y, por lo tanto, el principio de igualdad se veía vulnerado.
España fue el siguiente país europeo en introducir carriles VAO (Vehículos de Alta Ocupación), cuando se inauguraron los carriles Bus-VAO reversibles en la mediana de la A-6 en Madrid en 1995. Esta instalación es la más antigua en Europa que sigue en operación.
La primera instalación HOV en el Reino Unido se inauguró en Leeds en 1998. Esta instalación se implementó en la carretera A647 cerca de Leeds como un esquema experimental, pero se convirtió en permanente. La instalación HOV tiene 1,5 km (0,9 mi) de largo y opera como un carril HOV 2+.
En Linz, Austria, se abrió una instalación HOV 3+ de 2,8 km (1,7 mi) en 1999.
El primer carril HOV en Noruega se implementó en mayo de 2001 como un HOV 3+ en la calle Elgeseter, una carretera arterial de cuatro carriles no dividida en Trondheim. Esta instalación fue seguida por carriles HOV en Oslo y Kristiansand.

### Nueva Zelanda y Australia
El primer carril HOV (conocido como Transit Lane T2 o T3) en Australia se inauguró en febrero de 1992, en la autopista Eastern Freeway en Melbourne, en dirección hacia el centro. En mayo de 2005, se abrieron carriles T2 en Hoddle Street, también en Melbourne. Para 2012, existían instalaciones T2 y T3 en Canberra, Sídney y Brisbane.
En Auckland, Nueva Zelanda, existen varios carriles HOV 2+ y 3+ a lo largo de la región, comúnmente llamados carriles T2 y T3. Por ejemplo, hay un carril T2 en Tamaki Drive, en un tramo corto entre Okahu Bay Reserve y el centro de Auckland. También hay carriles prioritarios T2 en las autopistas Northern, Southern, Northwestern y Southwestern de Auckland. Estos carriles prioritarios están ubicados en las rampas de acceso hacia las autopistas y permiten que los vehículos con dos o más personas eviten las señales de medidor de rampa. También pueden ser utilizados por camiones, autobuses y motocicletas, y están disponibles para los conductores compartidos en cualquier momento. En septiembre de 2017, se habilitaron once carriles para vehículos eléctricos como parte de una prueba de un año.  Además, en North Shore City operan varios carriles T2 y T3 cortos durante las horas punta.

### Indonesia

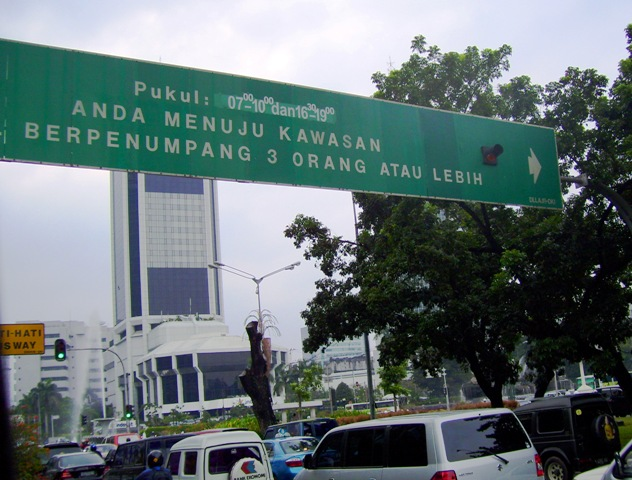
Una gran señal verde indica la zona de implementación HOV 3+ (Tres en Uno, Three in One) en Yakarta, Indonesia.

En Yakarta, el HOV 3+ se conoce como Three in One (Tres en Uno o Tiga dalam satu) y fue implementado por el gobernador Sutiyoso. Este sistema se aplica en días laborables en vías existentes como Sisingamangaraja Road, Jalan Jenderal Sudirman (vía rápida y lenta), Jalan M.H. Thamrin (vía rápida y lenta), Medan Merdeka Barat Road, Majapahit Road y tramos de Jalan Jenderal Gatot Subroto. Originalmente, la política se aplicaba solo entre las 7:00 a. m. y las 10:00 a. m., pero después de la introducción del sistema de transporte rápido en autobús de Yakarta en diciembre de 2003, se amplió a las 7:00 a. m. – 10:00 a. m. y de 4:00 p. m. – 7:00 p. m. En septiembre de 2004, el horario de la tarde cambió a 4:30 p. m. – 7:00 p. m.
El sistema dio lugar a la práctica de pagar a acompañantes» (car jockeys) para cumplir con la regla de tres ocupantes por vehículo. Sin embargo, el 30 de agosto de 2016, el sistema «Three in One» fue reemplazado por un sistema de restricción por matrículas alternas (ganjil-genap). Las matrículas impares pueden circular en días impares y las pares en días pares en las áreas previamente reguladas por «Three in One».

### China
En Shenzhen, el sistema HOV 2+ se implementó en la avenida Binhai a partir del 25 de abril de 2016, operando de 7:30 a. m. a 9:30 a. m. y de 5:30 p. m. a 9:30 p. m.
En Chengdu, desde el 23 de enero de 2017, el sistema HOV 2+ se aplica en Kehua Road South, Kehua Road Middle y avenida Tianfu (Secciones 1 y 2) durante las horas punta: de 7:00 a. m. a 9:00 a. m. y de 5:00 p. m. a 7:00 p. m.
En Dalian, una autopista (Northeast Expressway o Dongbei Expressway) que conecta el casco antiguo con la nueva ciudad implementó carriles HOV 2+ en ambas direcciones. Desde el 20 de septiembre de 2017, los carriles están disponibles durante las horas pico de la mañana (6:30 a. m. – 8:30 a. m.) y de la tarde (4:30 p. m. – 7:00 p. m.). Las infracciones se sancionan con una multa de RMB 100 (aproximadamente USD 15), y la segunda infracción conlleva el doble de multa.

## Diseño y funcionamiento

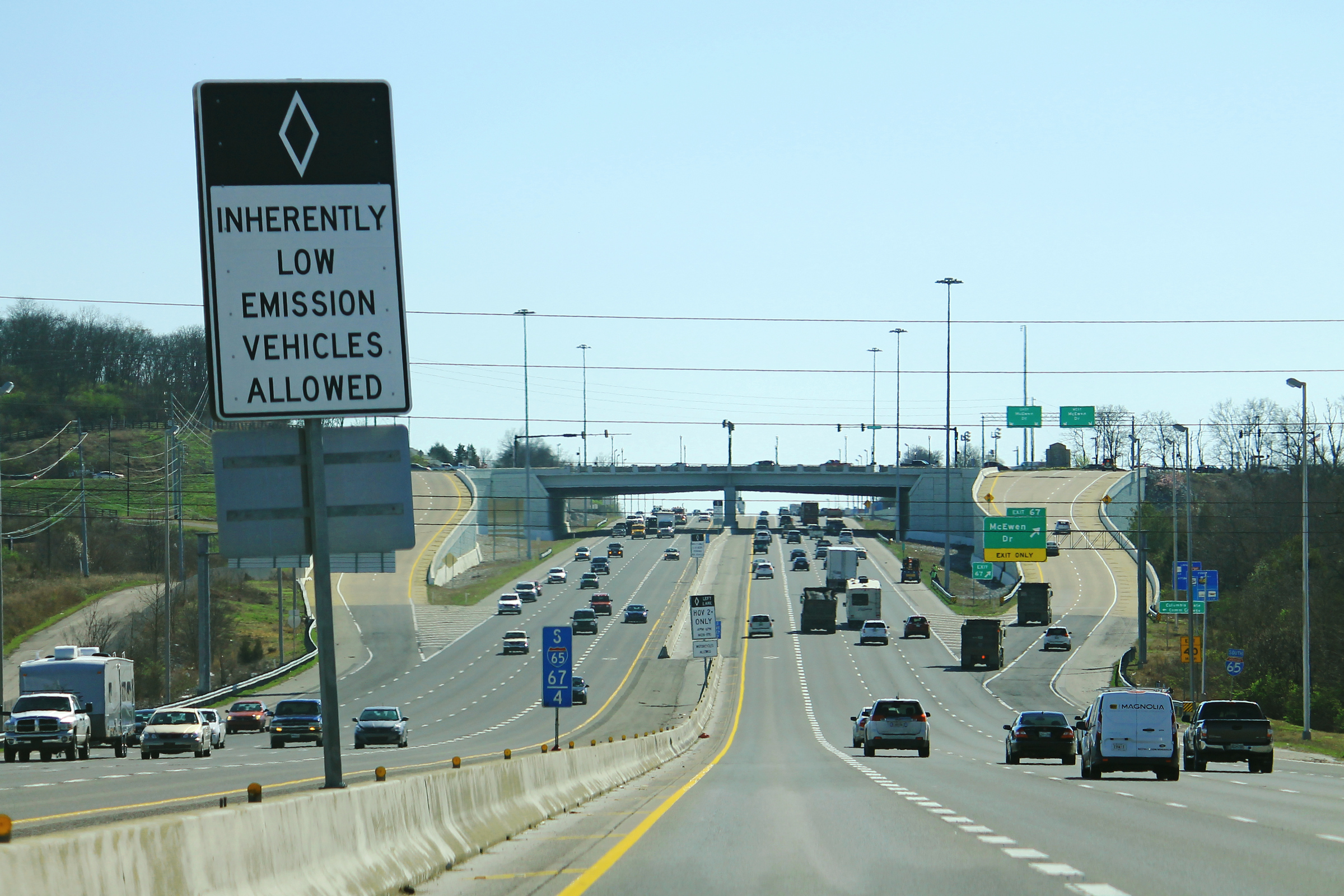
Un carril HOV en la I-65 en Franklin, Tennessee. Las barreras New Jersey dividido están diseñadas para que la policía pueda controlar estos carriles desde el arcén izquierdo.

Los carriles HOV pueden ser un único carril de tráfico dentro de la calzada principal con marcas distintivas o una calzada separada con uno o más carriles de tráfico paralelos a los carriles generales o con paso a desnivel, por encima o por debajo de los carriles generales. Por ejemplo, la interestatal 110 en California tiene cuatro carriles HOV en un piso superior.
Los carriles de desvío HOV están pensados para permitir que el tráfico de vehículos compartidos, autobuses y policía eviten las zonas de congestión habitual en muchos lugares. Un carril HOV puede funcionar como carril reversible, trabajando en el sentido del flujo de tráfico dominante tanto por la mañana como por la tarde. Todos los carriles de un tramo de 10 millas (16,1 km) de la Interestatal 66 en los suburbios de Washington D. C., son tratados como HOV durante la hora punta en el sentido principal del flujo.
La diferencia de velocidad entre los carriles HOV y los de uso general crea una situación potencialmente peligrosa si los carriles HOV no están separados por una barrera. Un estudio del Instituto de Transporte de Texas descubrió que los carriles HOV sin barrera de separación provocaban un aumento del 50% en el número de accidentes con heridos.

## Variantes

### Carril de acceso comercial y tránsito
Un carril de acceso y tránsito de negocios (BAT, business access and transit lane) es un tipo de carril HOV que permite a todo el tráfico entrar en el carril durante una corta distancia para acceder a otras calles y entradas de negocios.

### Carril de peaje de alta ocupación
Debido a que algunos carriles HOV no se utilizan a su máxima capacidad, los usuarios de vehículos de baja o única ocupación pueden utilizar un carril HOV si pagan un peaje. Este esquema se conoce como carril de peaje de alta ocupación (o carriles HOT, high-occupancy toll lane), y se ha introducido principalmente en Estados Unidos. La primera implantación práctica fue la de los carriles 91 Express Lanes de California, anteriormente de peaje privado, en el condado de Orange (California) en 1995, seguida en 1996 por la interestatal 15 al norte de San Diego. Según el Texas A&M Transportation Institute, en 2012 había 294 millas de corredores de carriles HOT/Express y 163 millas de corredores de carriles HOT/Express en construcción en Estados Unidos.

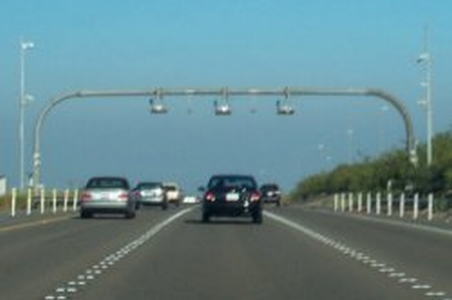
Estación RFID FasTrak en el condado de Orange, California.

Los conductores que circulan solos pueden utilizar los carriles HOV previo pago de una tasa que varía en función de la demanda. Los peajes cambian a lo largo del día en función de las condiciones del tráfico en tiempo real, con lo que se pretende gestionar el número de coches en los carriles para mantener unos buenos tiempos de viaje.
Sus defensores afirman que todos los automovilistas se benefician de los carriles HOT, incluso los que deciden no utilizarlos. Este argumento sólo se aplica a los proyectos que aumentan el número total de carriles. Los defensores también afirman que los carriles HOT incentivan el uso del transporte público y los viajes compartidos. Ha habido controversia sobre este concepto, y los sistemas HOT han sido llamados carriles «Lexus», ya que los críticos ven este nuevo esquema de precios como un beneficio para los ricos.
Los peajes HOT se cobran mediante casas de peaje, reconocimiento automático de matrículas o cobro electrónico de peajes. Algunos sistemas utilizan transmisores RFID para controlar la entrada y salida del carril y cobrar a los conductores en función de la demanda. Normalmente, los peajes aumentan a medida que aumenta la densidad del tráfico y la congestión en los carriles de peaje, una política conocida como tarifas de congestión. El objetivo de este sistema de tarificación es minimizar la congestión del tráfico en los carriles.

## Vehículos calificados

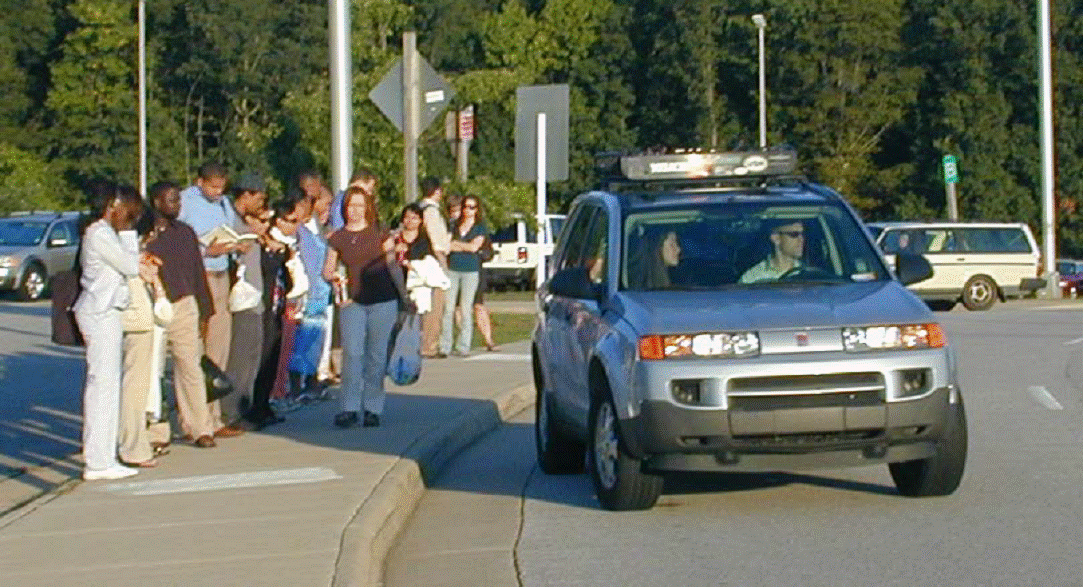
Un área de slugging, donde los conductores solitarios encuentran un pasajero para usar el HOV.

La calificación para el estatus HOV varía según el esquema, pero los siguientes vehículos pueden ser incluidos:
- Coches privados y taxis con un número mínimo de ocupantes humanos (a menudo dos o tres), incluidos los bebés de cualquier edad (pero sólo después del nacimiento).[47]
- Vehículos ecológicos con un solo ocupante, como vehículos eléctricos híbridos, híbridos enchufables y vehículos eléctricos de batería.[48][49]
- Motocicletas[50] - las motocicletas están autorizadas por la ley federal de carriles HOV de Estados Unidos (Title 23, Section 166).[51] Pueden utilizar los carriles HOV en Ontario aunque sólo lleven un pasajero.[52]
- Autobuses diseñados para transportar dieciséis o más pasajeros, incluido el conductor.[47]
- Vehículos de servicio público cuando responden a llamadas de emergencia.[47]
- Bicicletas.[50]
- La policía puede utilizar los carriles HOV en Ontario.[53]

Los códigos de los carriles HOV de la ciudad de Nueva York anteriores a 2008 no permitían el uso de motocicletas, lo que provocó multas a los conductores de motocicletas y quejas de la Asociación Americana de Motociclistas, pero desde entonces se han revisado para cumplir con la normativa federal mencionada anteriormente.
En algunas jurisdicciones, como Ontario (Canadá), se permite que los taxis y las limusinas de aeropuerto utilicen los carriles HOV aunque no haya pasajeros, ya que ese vehículo «podrá volver al servicio más rápidamente después de dejar un pasajero o llegar antes para recogerlo, trasladando así a más personas a sus destinos en menos vehículos».
En Virginia, el área de la bahía de San Francisco, Houston y otros lugares con carriles HOV, los viajeros forman sluglines en las que los conductores recogen a uno o más pasajeros de un «carpool casual» designado o slug lines para circular por los carriles HOV; el conductor se detiene cerca de los sluglines y grita su destino, y las personas de la fila que van a ese destino entran en el coche por orden de llegada.

## Cumplimiento, aplicación y evasión

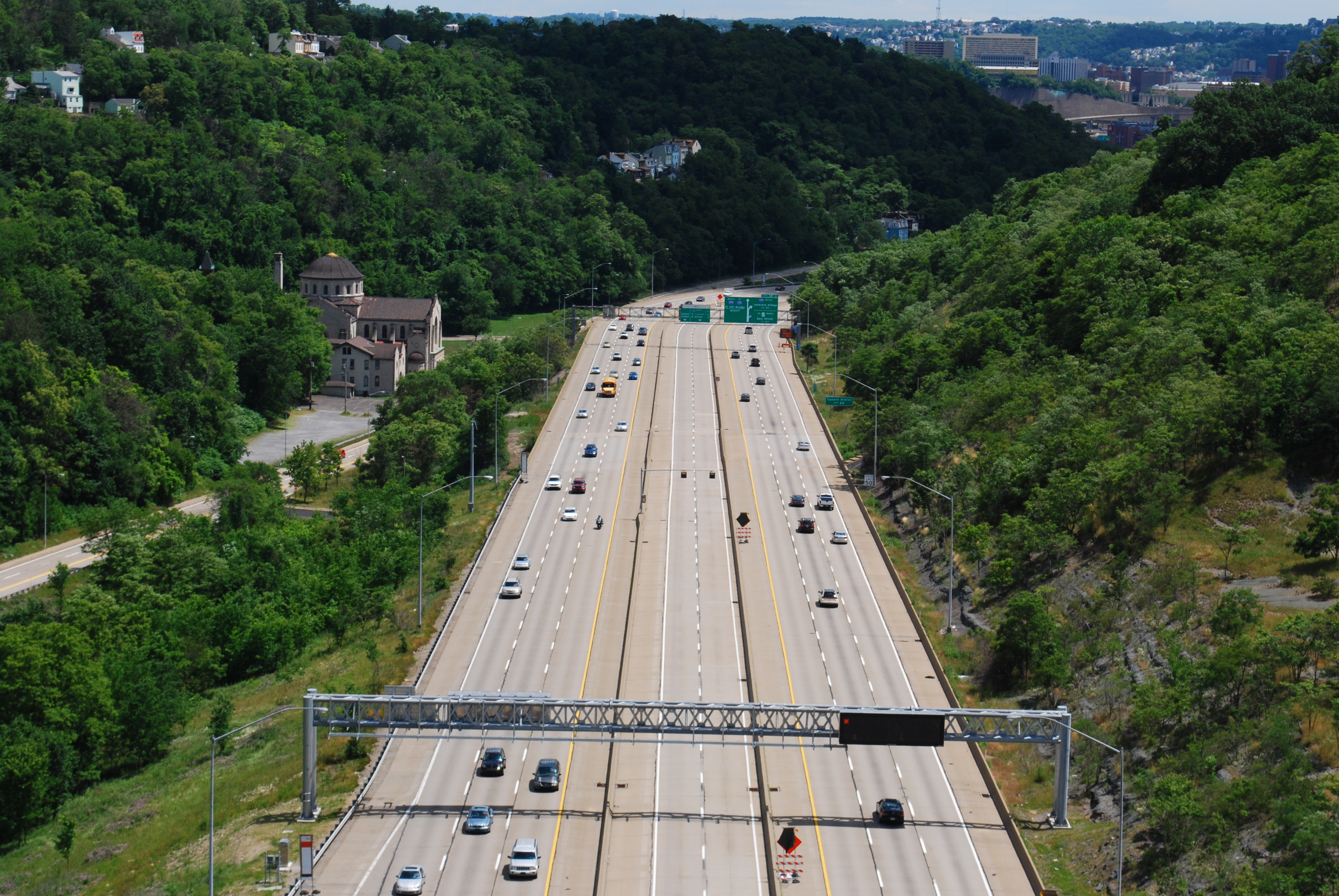
Carriles HOV reversibles dedicados en la interestatal 279 a las afueras de Pittsburgh.

Normalmente se imponen multas a los conductores de vehículos no autorizados que utilizan los carriles.
Tras la introducción de los HOV, algunos conductores colocaron muñecas inflables en el asiento del copiloto, una práctica que persiste hoy en día, aunque ahora es ilegal. En 2005 se probaron en el Reino Unido cámaras capaces de distinguir entre seres humanos y maniquíes o muñecas.
En Estados Unidos, las fuerzas del orden han documentado diversos métodos utilizados por los conductores para eludir las normas de ocupación HOV:
- Colocación de maniquíes de tienda, muñecas hinchables, maniquíes de kickboxing o recortes de cartón en el asiento del pasajero;
- Colocar en el reposacabezas del asiento del pasajero soportes de espuma de poliestireno con pelucas o globos con caras dibujadas;
- Abrocharse el cinturón de seguridad del lado del pasajero y fingir que habla con alguien reclinado en ese asiento;
- Tintar el parabrisas delantero y/o bajar la visera del lado del pasajero en un esfuerzo por obstruir la vista hacia el asiento del pasajero;
- Cubrir un asiento de bebé vacío con una manta y/o colocar un muñeco en él;
- Colocar perros, gatos u otros animales domésticos en el asiento del copiloto.[60]

A principios de 2006, una mujer de Arizona alegó que había sido multada indebidamente por utilizar el carril HOV porque el feto que llevaba en su vientre justificaba su uso del carril, al tiempo que señalaba que las leyes de tráfico de Arizona no definen lo que constituye una persona. Sin embargo, un juez dictaminó posteriormente que, para ser considerada «persona» en virtud de las leyes de tráfico de Arizona, la persona debe ocupar un espacio «separado y distinto» en un vehículo. Del mismo modo, en California, para poder utilizar los carriles HOV, debe haber dos (o, si se indica, tres) personas separadas ocupando asientos en un vehículo, y un feto no cuenta para este requisito.
En 2009 y 2010 se descubrió que los índices de incumplimiento de las normas en los carriles HOV de Brisbane (Australia) se acercaban al 90%. El refuerzo de la aplicación de la ley condujo a un mayor cumplimiento, la duración media de los trayectos en autobús se redujo aproximadamente un 19% y el número total de personas transportadas aumentó un 12%.
En febrero de 2010, una mujer de 61 años intentó hacer pasar por pasajero un maniquí de tamaño natural para utilizar el carril HOV en el estado de Nueva York. Un agente de policía que realizaba una patrulla rutinaria por el HOV sospechó cuando observó que la supuesta pasajera llevaba gafas de sol y utilizaba la visera en una mañana nublada. Cuando el agente se acercó al vehículo, descubrió que el «pasajero» era, en realidad, un maniquí que llevaba pintalabios, gafas de diseño, una peluca larga y un jersey azul. El conductor recibió una multa de tráfico por utilizar el carril HOV sin un pasajero humano, lo que conlleva una multa de 135 dólares en 2010 y dos puntos en el carné de conducir.
En enero de 2013, un automovilista trató de alegar que los estatutos de su empresa, que habían sido colocados sin abrochar en el asiento del pasajero, constituían una persona, citando el principio de personería corporativa y el Código de Vehículos del estado de California, que define a una persona como «personas físicas y corporaciones». Este argumento fue rechazado en el tribunal de tráfico, donde el presidente del tribunal comentó: «El sentido común dice que llevar una gavilla de papeles en el asiento delantero no alivia la congestión del tráfico».
En marzo de 2015, un automovilista intentó utilizar un recorte de cartón del actor Jonathan Goldsmith para acceder a un carril HOV en Fife, Washington. El agente señaló que otros conductores habían utilizado sacos de dormir en intentos anteriores de acceder al carril HOV.
En julio de 2022, una mujer embarazada de Texas alegó que su feto contaba como pasajero a efectos del uso del carril HOV tras la sentencia del caso Dobbs contra Jackson Women's Health Organization y la posterior consideración de los fetos como personas por la legislación de Texas.

## Eficacia
Según datos del censo de EE. UU. de 2009, el 76% conduce solo al trabajo y sólo el 10% comparte vehículo. Para los trabajadores suburbanos que trabajan en una ciudad, la tasa de conducción en solitario es del 82%.
Algunos carriles HOV infrautilizados en varios estados se han convertido en carriles de peaje de alta ocupación (HOT), que ofrecen a los conductores solitarios acceso a los carriles HOV previo pago de un peaje.
Los carriles HOV son también una forma eficaz de gestionar el tráfico tras catástrofes naturales, como se vio en Nueva York tras el huracán Sandy en octubre de 2012. En aquel momento, el alcalde Bloomberg prohibió la entrada en Manhattan a los turismos con menos de tres ocupantes. La restricción afectó a todos los puentes y túneles de entrada a la ciudad, excepto el puente George Washington.

## Críticas
Los críticos han argumentado que los carriles HOV están infrautilizados. No está claro si los carriles HOV se utilizan lo suficiente como para compensar los retrasos en los demás carriles de uso mixto.
La situación ha causado problemas sociales en Indonesia, donde algunas personas se convierten en «jinetes de coches», personas que se ganan la vida ofreciendo a los conductores llenar su coche para cumplir el límite de ocupación. Según los informes, la situación provocó que la gente se quedara en paro por hacerlo, aumentó la congestión y permitió que los padres se lucraran con sus bebés.

## Galería

Señal de tráfico restrictiva estándar en Estados Unidos. El símbolo del rombo (◊) indica una restricción de carril sólo preferente, en este caso un HOV con dos o más ocupantes.
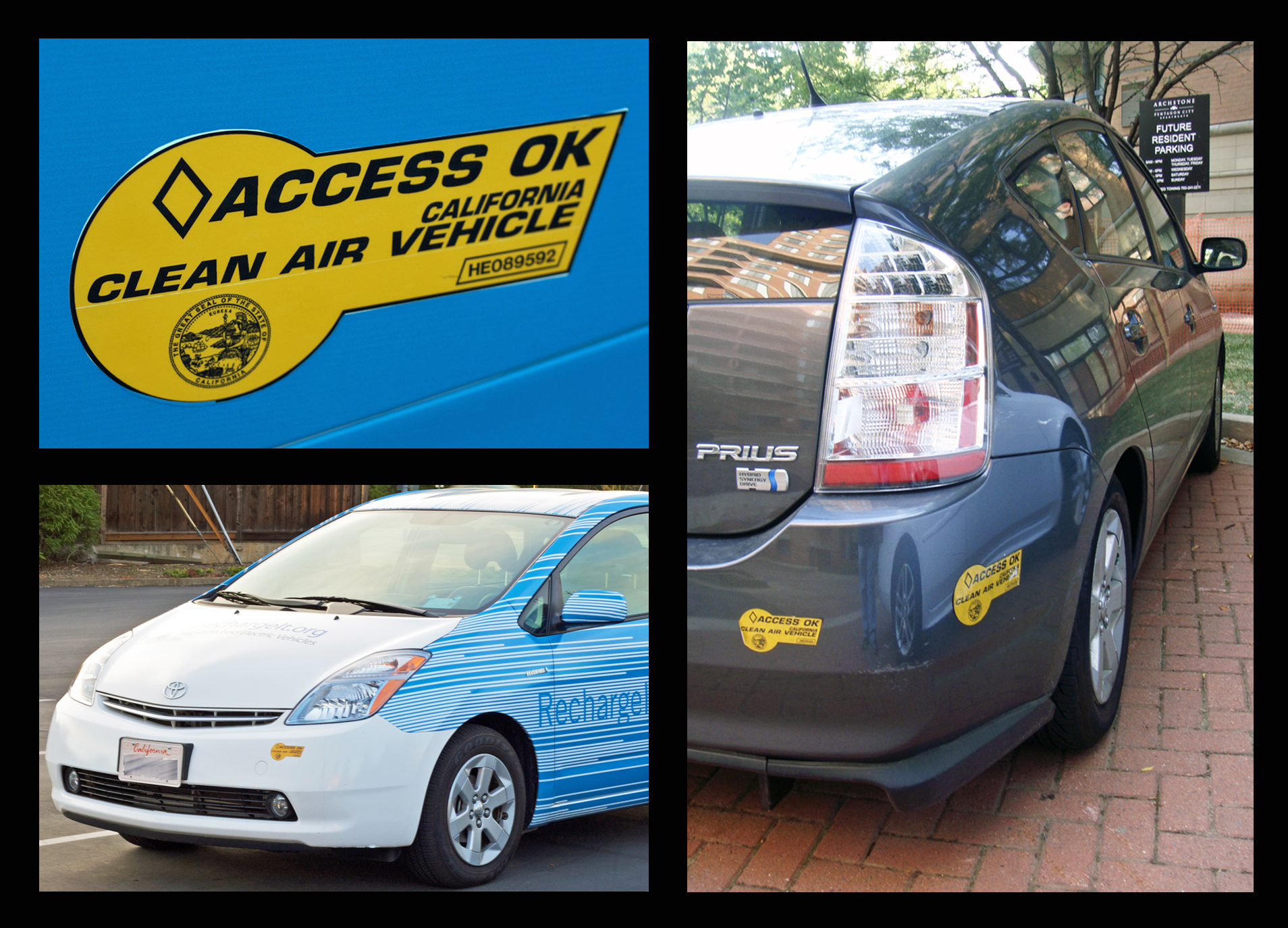
Adhesivo HOV de California para vehículos eléctricos híbridos (El beneficio para los híbridos no enchufables expiró el 1 de julio de 2011).
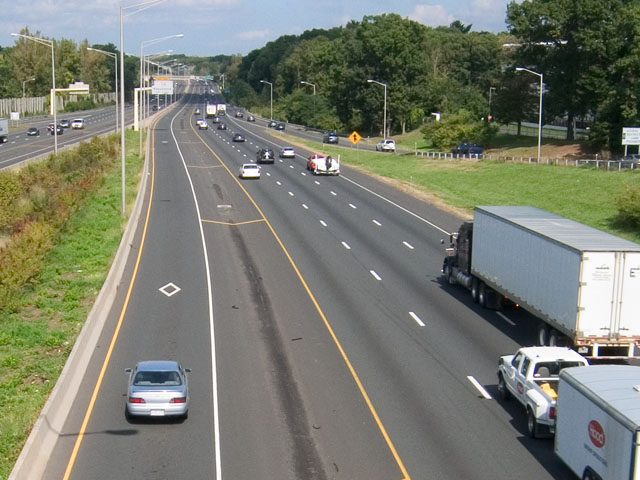
Un carril HOV permanente y separado en la I-91 cerca de Hartford, Connecticut.
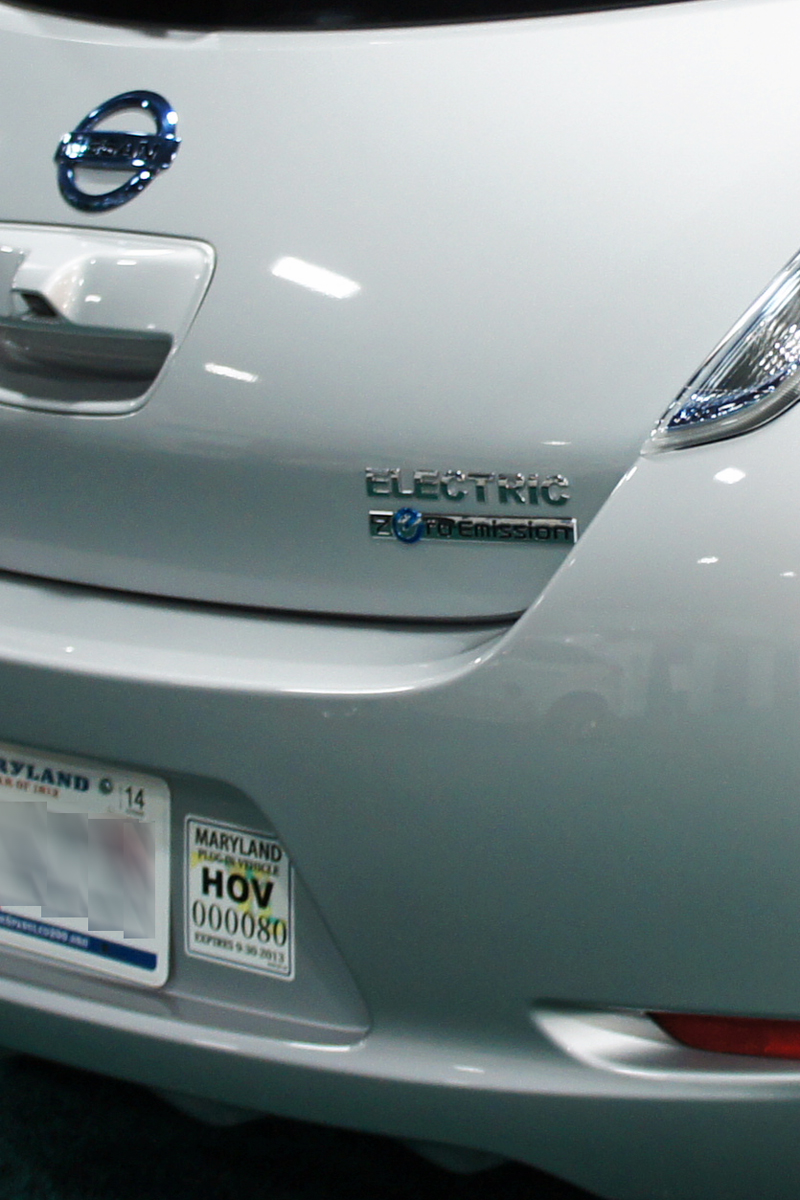
Coche eléctrico Nissan Leaf con la pegatina de Maryland para identificar los vehículos eléctricos enchufables que pueden utilizar los carriles HOV con conductor solo.
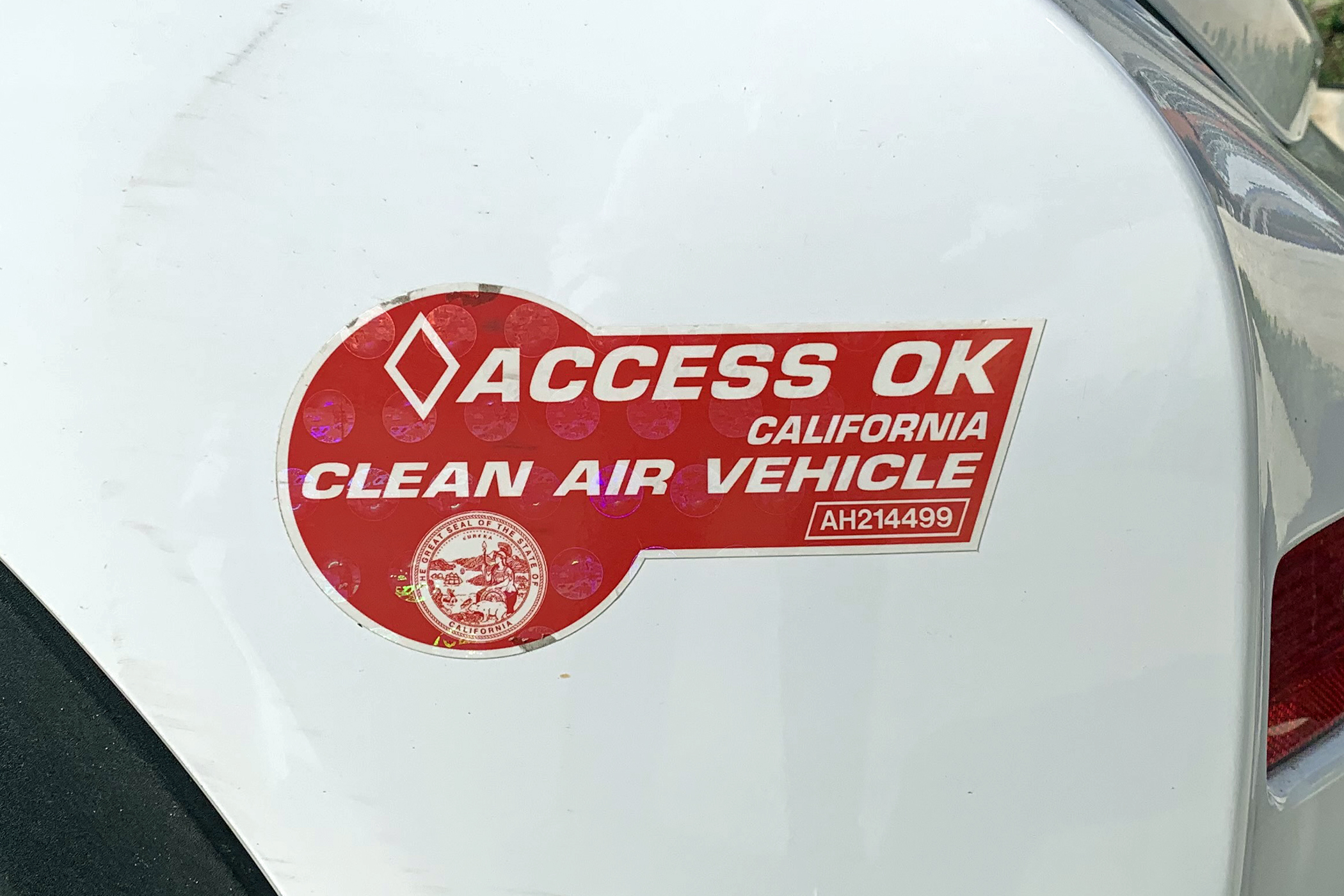
Adhesivo rojo Clean Air Vehicle de California para permitir el acceso en solitario de los coches eléctricos a los carriles HOV.
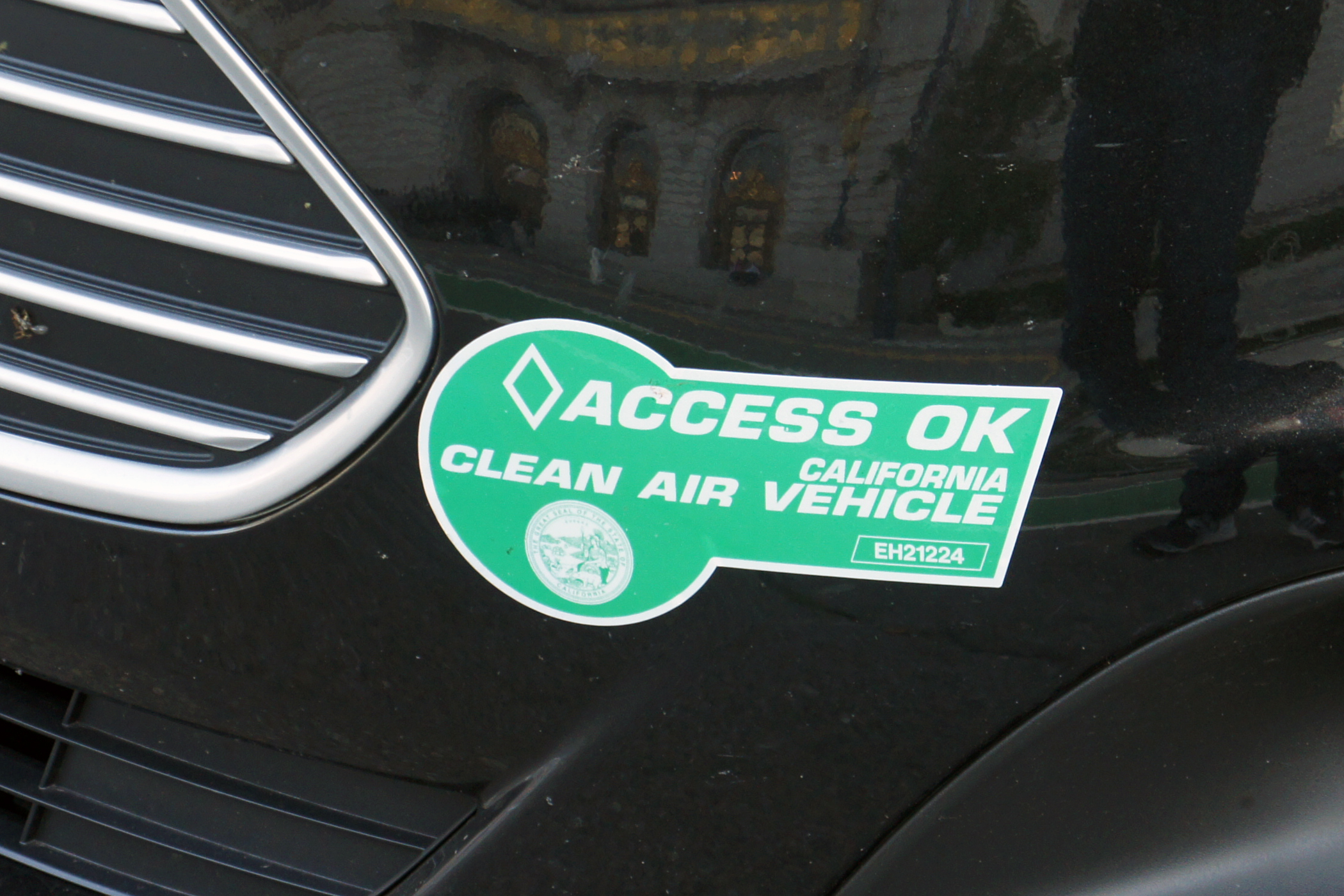
Adhesivo verde Clean Air Vehicle de California para permitir el acceso en solitario de los híbridos enchufables a los carriles HOV.
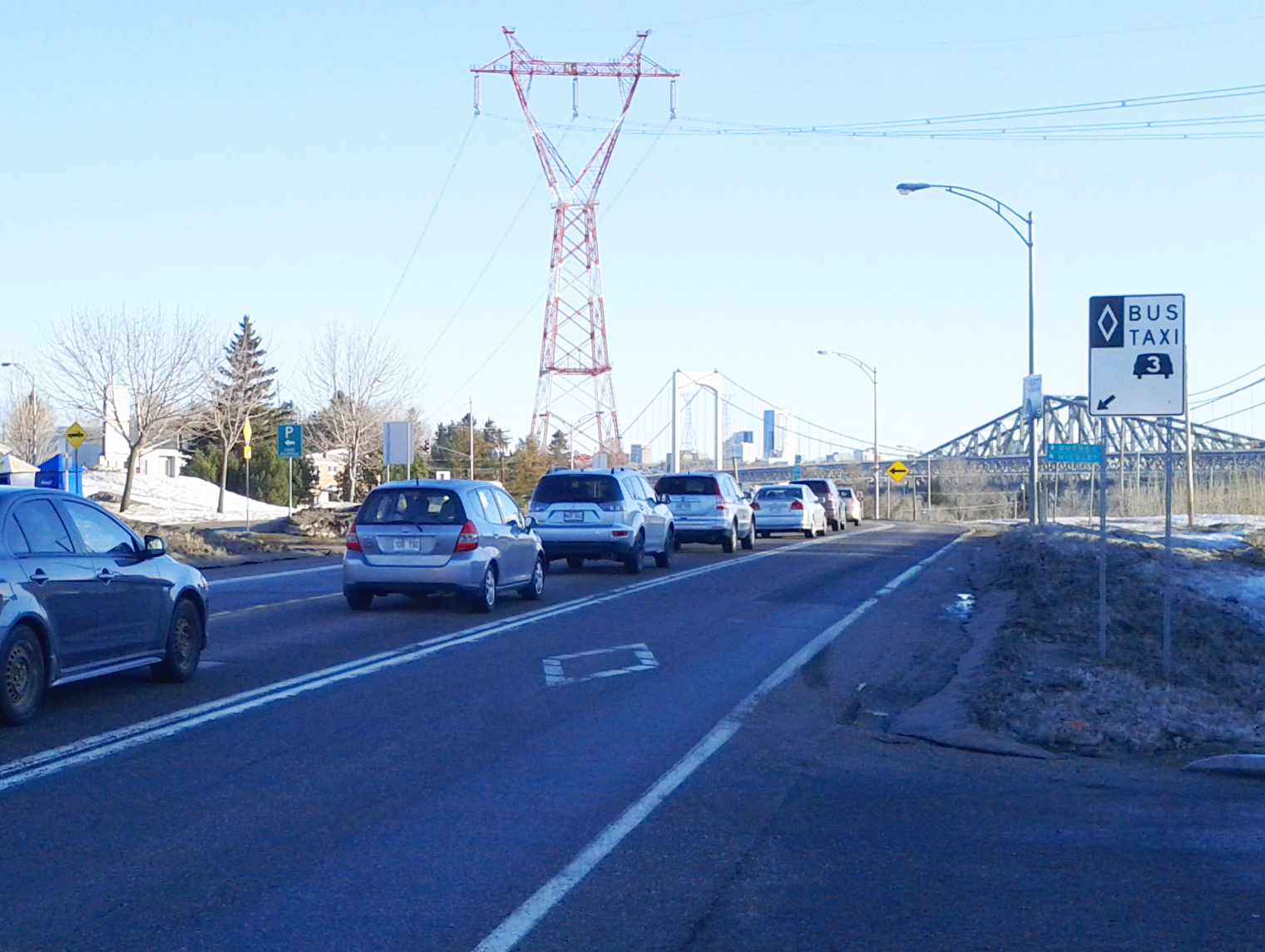
Un carril T3 HOV/autobús en la ruta 116, en Lévis, Quebec.